# سورول
سورول یا سُرُل یک آب‌سنگ حلقوی و تشکیل شده از ۹ آبخوست در جزایر کارولین میانی در اقیانوس آرام است. همچنین این آب‌سنگ حلقوی یک منطقه شهرداری در ایالت یاپ، ایالات فدرال میکرونزی نیز هست. سورول در فاصله نزدیک به ۱۵۰ کیلومتر (۹۳ مایل) جنوب یولیتی و ۲۵۰ کیلومتر (۱۶۰ مایل) جنوب خاور آبخوست یاپ است.
در سال ۲۰۰۰ هیچ کس در سورول زندگی نمی‌کرد.

## جغرافیا
آب‌سنگ حلقوی سورول با درازای ۱۲٫۵ کیلومتر (۷٫۸ مایل) به صورت خاوری-باختری کشیده شده است. پهنای آن ۳٫۵ کیلومتر (۲٫۲ مایل) و مساحت کل خشکی آن ۰٫۹۳۴ کیلومتر مربع (۰٫۳۶۱ مایل مربع) است. در لبه شمالی آب‌سنگ حلقوی سورول، یک آب‌سنگ و چندین آبخوست خرد وجود دارند. تنها چهار آبخوست بزرگ، پوشش گیاهی دارند. آب‌سنگ حلقوی سورول یک تالاب داخلی با مساحت ۷٫۱ کیلومتر مربع (۲٫۷ مایل مربع) و فرازا ۴۵ متر (۱۴۸ فوت) را در بر می‌گیرد. در لبه جنوبی آب‌سنگ حلقوی سورول، دو آبراهه به تالاب داخلی وجود دارند. همچنین، لبه جنوبی، باریک‌تر از لبه شمالی است.
فهرست آبخوست‌های خرد در آب‌سنگ حلقوی سورول:
- بیگِلمُل (شمال باختری‌ترین)
- بیگِلوُل (شمال باختری)
- بیگِلُر (جنوب خاوری‌ترین)
- بیارا (جنوب)
- فالاوایدید (شمال)
- سورول (جنوب خاور)

## تاریخ
نخسیتن اروپایی وارد شده به سورول، یک ناوبر اسپانیایی به نام آلونسو دی آیرلانو بود. او سوار بر پاتاچه «سن لوکاس» در ۲۲ ژانویه ۱۵۶۵ به آب‌سنگ حلقوی سورول وارد شد.
در ۱۸۹۹ امپراتوری استعماری آلمان، بر همه آبخوست‌های جزایر کارولین ادعای مالکیت کرد. پس از جنگ جهانی اول، این آبخوست‌ها به کنترل امپراتوری استعماری ژاپن در آمدند. پس از جنگ جهانی دوم، ایالات متحده آمریکا کنترل این آبخوست‌ها را به عهده گرفت. از ۱۹۴۷ آب‌سنگ حلقوی نگولو به عنوان بخشی از قلمرو تراست جزایر اقیانوس آرام مدیریت شد و در ۱۹۷۹ بخشی از ایالات فدرال میکرونزی شد.